# Francis (Saskatchewan)
Francis est une ville de la Saskatchewan au Canada.

## Géographie
La localité de Francis est située dans le sud-est de la province de Saskatchewan.

## Démographie
| 2011 | 2016 | 2021 |
| ---- | ---- | ---- |
| 176  | 217  | 182  |